# Robert Herbin
Robert Herbin (Parigi, 30 marzo 1939 – Saint-Priest-en-Jarez, 27 aprile 2020) è stato un calciatore e allenatore di calcio francese, di ruolo centrocampista.

## Carriera
Il nome di Robert Herbin è quasi esclusivamente legato al Saint-Étienne, squadra con la quale ha militato lungo l'intero arco della sua carriera vincendo cinque campionati (di cui quattro consecutivi) e tre Coppe di Francia.
Ritiratosi nel 1972, Herbin rimase nel Saint-Étienne come allenatore, prendendo il posto del dimissionario Albert Batteux. Al primo anno alla guida dei Verts, Herbin rinnovò la squadra lanciando molti giovani provenienti dal vivaio (tra cui Dominique Bathenay, Jacques Santini e Dominique Rocheteau), ottenendo come risultato tre campionati vinti consecutivamente (dal 1973 al 1976), tre Coppe di Francia nonché il raggiungimento della finale di Coppa dei Campioni del 1976, poi persa per 1-0 contro il Bayern Monaco.
Dopo aver vinto un altro campionato nella stagione 1980-1981, Herbin rimase sulla panchina del Saint-Étienne fino alla fine del campionato 1982-1983 quando fu costretto ad abbandonare la squadra assieme al presidente Roger Rocher, implicato in uno scandalo finanziario. Accettò quindi l'incarico di allenatore nella squadra rivale del Saint-Étienne, l'Olympique Lione (allora appena retrocessa dalla Division 1) mantenendolo fino al 1985.
Dopo una parentesi in Arabia Saudita nell'Al-Nasr, Herbin tornerà in patria nello Strasburgo per poi tornare, nel 1987 al Saint-Étienne. Dopo un quarto posto ottenuto il primo anno, Herbin non riuscirà a confermare il risultato lasciando così nel 1990 la panchina dei Verts. Dopo aver allenato, dal 1991 al 1995, il Red Star di Saint-Ouen, Herbin si ritirò come allenatore rimanendo comunque nell'ambiente del calcio (parteciperà infatti al consiglio federale della Federazione calcistica).

## Palmarès

### Calciatore
- Campionato francese: 5

Saint-Étienne: 1963-1964, 1966-67, 1967-1968, 1968-1969, 1969-1970
- Coppa di Francia: 3

Saint-Étienne: 1961-1962, 1967-1968, 1969-1970
- Supercoppa francese: 5

Saint-Étienne: 1957,1962, 1967, 1968, 1969

### Allenatore

#### Competizioni nazionali
- Campionato francese: 4

Saint-Étienne: 1973-1974, 1974-1975, 1975-1976, 1980-1981
- Coppa di Francia: 3

Saint-Étienne: 1973-1974, 1974-1975, 1976-1977

#### Individuale
- Allenatore francese dell'anno: 2

1973, 1976